# Naissance en 860
Naissance
- 856
- 857
- 858
- 859
- 860
- 861
- 862
- 863
- 864

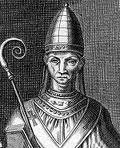
Jean X né en 860.

Cette page dresse une liste de personnalités nées au cours de  l'année 860 :
- Ibn Abd Rabbih, poète andalou.
- Jean X, 122e pape de l'Église catholique.

date incertaine (vers 860)
- Robert Ier, roi des Francs (Francie occidentale)

## Crédit d'auteurs
- Cet article est partiellement ou en totalité issu de l'article intitulé « 860 » (voir la liste des auteurs).